# Teritorium (ekologie)

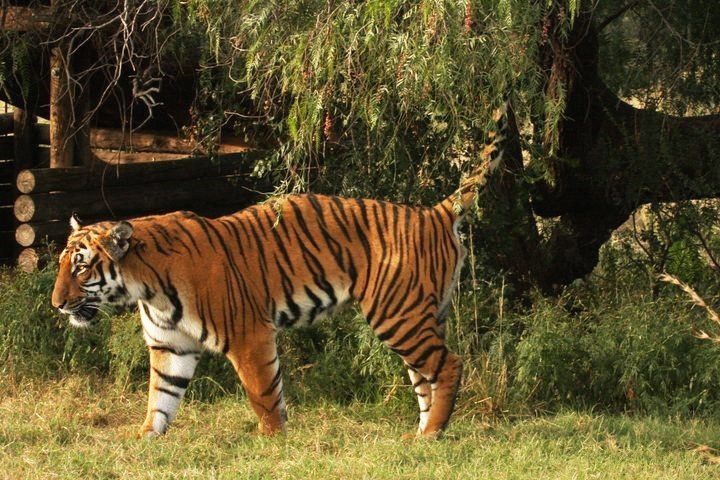
tygr značkující si své teritorium

Teritorium (lat. území) je v ekologii chápáno jako nejmenší část území určitého živočišného druhu, ať již jedince, páru, skupiny, stáda... Tato území – teritoria – jsou zpravidla hájena před cizími příslušníky stejného druhu. Jsou hájena individuálně nebo skupinově podle sociologie druhu v teritoriu. Každé teritorium obývá jeden dominantní jedinec, např. vůdce smečky, který střeží území a sleduje dění na něm. Pokud zjistí vetřelce, snaží se ho z teritoria vytlačit; někdy dojde k souboji. K potyčkám mezi obyvateli teritorií stejného druhu dochází zejména při vytyčování teritoria.

## Druhy
Podle počtu živočichů a sociologie v teritoriu se teritoria dělí na individuální, hnízdní, rodinná, skupinová a kolonie. Například skupinové teritorium může být ovládáno lovnou smečkou. Pro ptáky a savce jsou dále typická teritoria dočasná nebo trvalá. Savci a stálí ptáci obývají teritoria trvalá, stěhovaví ptáci teritoria dočasná.

## Velikost
Velikost teritoria závisí na velikosti druhu, na počtu jedinců, kteří teritorium obývají, a na dostupnosti potravy. Při nedostatku potravy teritorium expanduje (rozšiřuje se) nebo se přesouvá do vhodnější oblasti. Při přemnožení druhu a nedostatku potravy vzrůstá vnitrodruhová kompetice, teritorium se může naopak zmenšit tak, aby nedošlo ke střetům s cizími příslušníky stejného druhu.